# ミャオ大佐
ミャオ大佐（ミャオたいさ、Colonel Meow、2011年（2011年10月11日飼い猫となる） – 2014年1月29日）は世界一毛の長いネコ（9インチ＝約23cm）として2014年ギネス世界記録に一時的に認定されたアメリカ合衆国のヒマラヤンとペルシャの雑種猫。飼い主がしかめっ面の写真をFacebookとInstagramに投稿したとき、彼はネット上の有名猫となった。彼は何十万人ものフォロワーから「愛らしい恐ろしい独裁者（adorable fearsome dictator）」「並外れたスコッチ飲み（prodigious Scotch drinker）」「世界で最も怒っている猫（the angriest cat in the world）」として愛情を込めて知られていた。

## 生い立ち
ミャオ大佐はSeattle Persian and Himalayan Rescueによって救出され、その後ペトコでアン・マリー・エイヴィ（Anne Marie Avey）の飼い猫となった。飼い主が怒っている様な顔つきの写真をFacebookとInstagramに投稿すると、インターネット上で評判となった。

## 持病と死
2013年11月、ミャオ大佐は心臓の問題のために入院し、難手術と輸血を受けた。2014年1月30日、飼い主がFacebookでミャオ大佐の死亡を発表、35万人以上のフォロワーのサポートに感謝の意を表明した。
2014年7月、フリスキーが"Cat Summer"というタイトルの広告を掲載し、閲覧ごとにミャオ大佐の名前で貧困な猫に1食を寄付すると発表した。この動画には、グランピー・キャット他有名なインターネット猫たちが出演している。